# Abukari Sumani
Abukari Sumani (* 28. April 1946 in Savelugu; † 12. August 2017 in Accra) war ein ghanaischer Diplomat und Parlamentsabgeordneter.
1970 wurde er Bachelor of Laws an der Universität von Ghana und 1972 an der Ghana School of Law.
Abukari Sumani war verwitwet und hatte zehn Kinder. Er gehörte dem islamischen Glauben an. Abukari Sumani übte den Beruf des Rechtsanwaltes in der Landwirtschaft aus. Von 1994 bis 2001 war er ghanaische Botschafter in Riad (Saudi-Arabien) und war mit Sitz in Riad in den Staaten des Golf-Kooperationsrat und Islamabad (Pakistan) akkreditiert. Im Januar 2001 wurde er im Wahlkreis Tamale North mit 31.127 Stimmen von 54.960 abgegebenen gültigen Stimmen (56,5 %) als Kandidat der National Democratic Congress in das Parlament von Ghana gewählt.